# جوني فينتورا
جوني فينتورا هو كاتب أغاني وموسيقي ومغني ومحامي دومينيكاني، ولد في 8 مارس 1940 في سانتو دومينغو في جمهورية الدومينيكان.

## وصلات خارجية
- جوني فينتورا على موقع IMDb (الإنجليزية)
- جوني فينتورا على موقع ميوزك برينز (الإنجليزية)
- جوني فينتورا على موقع أول ميوزيك (الإنجليزية)
- جوني فينتورا على موقع أول ميوزيك (الإنجليزية)
- جوني فينتورا على موقع ديسكوغز (الإنجليزية)
- جوني فينتورا على موقع ديسكوغز (الإنجليزية)